# Autorizace
Autorizace je proces získávání souhlasu s provedením nějaké operace, povolení přístupu někam, k někomu nebo něčemu (nejen ve smyslu přístupu do konkrétních prostor nebo k nějaké osobě, ale také přístup k informacím, funkcím, programovým objektům a podobně). Autorizací je například souhlas vydavatele platební karty s transakcí. Karetní asociace ověří, že karta je platná a na účtu jsou peníze nebo povolený úvěr. Proto autorizuje výběr hotovosti nebo platbu kartou.
Slovem autorizace se také označuje vlastní získaný souhlas („mám autorizaci k ...“). V oblasti nakladatelství se pojem autorizace používá v užším smyslu, jako souhlas oprávněné osoby (obvykle autora, ale také třeba souhlas z moci úřední) s vydáním díla.
Procesu autorizace často předchází autentizace, není to ale pravidlem (například některé operace je možné provádět v určité hodiny zatímco v jiné nikoli a identita žadatele nehraje žádnou roli). Vlastní autorizace pak může proběhnout formou vyhledání v seznamu oprávněných subjektů, jejich rolí a práv, ale také libovolným jiným obecným algoritmem, který je stanoven (např. použít konkrétní prostředek lze jen pokud ho v dané chvíli současně používá méně než stanovený počet jiných uživatelů; sjíždět řeku je možné jen pokud je stav vody vyšší než 55 cm; figurkou můžete opustit domeček jen pokud na kostce padne šestka a podobně). Výsledkem procesu je udělení souhlasu s přístupem/provedením operace nebo odmítnutí požadavku.
Autorizace na základě seznamu oprávnění se používá například v informatice pro řízení přístupu k souborům, adresářům, operacím a přístupu k prostředkům v počítači. Autorizaci provádí obvykle operační systém nebo specializovaný software na základě seznamů pro řízení přístupu.
Pojem autorizace se též používá pro proces získání oprávnění nebo ověření autorizovanou osobou